# Фрейзер Кларк
Фрейзер Кларк (англ. Frazer Clarke, нар. 7 серпня 1991) — британський професійний боксер, бронзовий призер Олімпійських ігор 2020 року.

## Любительська кар'єра
Чемпіонат Європи 2017
- 1/8 фіналу:Переміг Александра Ставірея (Польща)
- 1/4 фіналу:Переміг Кема Юнгквіста (Данія)
- 1/2 фіналу:Переміг Джамілі-Діні Абуду Мойндзе (Франція)
- Фінал:Програв Віктору Вихристу (Україна)

Європейські ігри 2019
- 1/8 фіналу:Програв Нелві Тяфаку (Німеччина) — 2-3

Чемпіонат світу 2019
- 1/16 фіналу:Переміг Владана Бабіча (Сербія) — 5-0
- 1/8 фіналу:Переміг Мурада Алієва (Франція) — 4-1
- 1/4 фіналу:Програв Максиму Бабаніну (Росія) — 2-3

Олімпійські ігри 2020
- 1/8 фіналу:Переміг Цотне Рогаву (Україна) — 4-1
- 1/4 фіналу:Переміг Мурада Алієва (Франція) — DSQ
- 1/2 фіналу:Програв Баходіру Жалолову (Узбекистан) — RSC

## Таблиця боїв
| 8 Перемог (6 нокаутом, 2 за рішенням суддів), 1 Поразка (1 нокаутом, 0 за рішенням суддів), 1 Нічия |        |                           |        |             |                   |                                           |          |
| Результат                                                                                           | Рекорд | Суперник                  | Спосіб | Раунд, час  | Дата              | Місце проведення                          | Примітки |
| Поразка                                                                                             | 8-1-1  | Фабіо Вордлі              | TKO    | 1 (12)      | 12 жовтня 2024    | Кінгдом Арена, Ріяд, Саудівська Аравія    |          |
| Нічия                                                                                               | 8-0-1  | Фабіо Вордлі              | SD     | 12          | 31 березня 2024   | О2 Арена, Лондон                          |          |
| Перемога                                                                                            | 8-0    | Девід Аллен               | RTD    | 6 (10)      | 2 вересня 2023    | Манчестер Арена, Манчестер                |          |
| Перемога                                                                                            | 7-0    | Маріуш Вах                | UD     | 10          | 16 червня 2023    | York Hall, Лондон                         |          |
| Перемога                                                                                            | 6-0    | Богдан Діну               | RTD    | 2 (8)       | 25 березня 2023   | Манчестер Арена, Манчестер                |          |
| Перемога                                                                                            | 5-0    | Кевін Еспіндола           | RTD    | 4 (8)       | 21 січня 2023     | Манчестер Арена, Манчестер                |          |
| Перемога                                                                                            | 4-0    | Каміл Соколовський        | UD     | 6           | 12 листопада 2022 | Манчестер Арена, Манчестер                |          |
| Перемога                                                                                            | 3-0    | Пенчо Цветков             | TKO    | 1 (6), 1:05 | 3 вересня 2022    | Echo Arena, Ліверпуль                     |          |
| Перемога                                                                                            | 2-0    | Аріель Естебан Бракамонте | TKO    | 2 (6), 2:57 | 30 липня 2022     | Bournemouth International Centre, Борнмут |          |
| Перемога                                                                                            | 1-0    | Джейк Дарнелл             | TKO    | 1 (6), 2:06 | 19 лютого 2022    | Манчестер Арена, Манчестер                |          |